# Evergreen (album Berde Banda)
Evergreen je prvi studijski album tamburaškog sastava Berde Band, koji u vlastitom izdanju objavljuju 1993. godine.
Na albumu se nalazi 11 skladbi, od kojih je 7 u instrumentalnoj verziji te neke od klasičnih evergreena poput "It's Now or Never".

## Popis pjesama
| Br. | Skladba                                             | Autor                         | Trajanje |
| --- | --------------------------------------------------- | ----------------------------- | -------- |
| 1.  | »Treći čovjek« (instrumental)                       | Anton Karas                   |          |
| 2.  | »Mexican Hat Dance« ((tradicionalna, instrumental)) |                               |          |
| 3.  | »La Cumparsita« (instrumental)                      | Matos Rodriguez               |          |
| 4.  | »Besame mucho« (instrumental)                       | Consuelo Velasquez            |          |
| 5.  | »La Bamba« ((tradicionalna, instrumental))          |                               |          |
| 6.  | »Something-Yesterday«                               | John Lennon / Paul McCartney  |          |
| 7.  | »It's Now or Never«                                 | Eduardo di Capua - Wally Gold |          |
| 8.  | »Indifference« (francuski valcer, instrumental)     |                               |          |
| 9.  | »Gorka rijeka (Un Fiume Amaro)«                     | Sandro Tuminelli              |          |
| 10. | »Summertime«                                        | George Gershwin               |          |
| 11. | »Ples sabljama«                                     | Aram Hačaturjan               |          |

## Izvođači
- Antun Tonkić - tamburaško čelo
- Mario Katarinčić - čelović (e-basprim)
- Mladen Jurković - bugarija (kontra)
- Mato Danković - bisernica (prim)
- Mladen Boček - drugi brač (basprim)
- Damir Butković - vokal, bas (berda)
- Željko Danković - vokal, 1.brač (basprim)

## Vanjske poveznice
- Službene stranice sastava  Arhivirana inačica izvorne stranice od 12. listopada 2010. (Wayback Machine) - Evergreen